# Zirkus Zeitgeist
Zirkus Zeitgeist è il decimo album in studio del gruppo musicale tedesco Saltatio Mortis, pubblicato nel 2015.
Le versioni dell'album sono due: la più nota e semplice è quella a disco singolo, mentre per i più appassionati è stata distribuita la Deluxe Limited Edition con ben due Cd: il primo comprende le 17 nuove tracce inedite della band, mentre il secondo, denominato "15 Jahre 15 Bands" ("15 anni 15 band"), è una raccolta delle migliori cover realizzate ed eseguite da vari artisti in omaggio al gruppo tedesco, a distanza di 15 anni esatti dalla sua nascita.
Il 26 novembre dello stesso anno viene pubblicata una versione speciale dell'album, chiamata Zirkus Zeitgeist - Ohne Strom und Stecker e composta da ben 20 tracce, delle quali 13 sono, come per l'appunto suggerisce già il nome del CD, le versioni acustiche di tutte le canzoni dell'album originale (ad eccezione di Augen Zu, Abschiedsmelodie, Mauern Aus Angst e Gaudete), 4 sono invece le tracce bonus, presenti solo in questa edizione, e le ultime 3, Willkommen In Der Weihnachtszeit (traccia 14), Maria (traccia 18) e Gaudete (traccia 20), sono canzoni dell'album originale riproposte anche in Ohne Strom und Stecker.

## Tracce
Cd 1
1. Wo Sind Die Clowns? - 3:25
2. Willkommen In Der Weihnachtszeit - 2:44
3. Nachts Weinen Die Soldaten - 4:38
4. Des Bänkers Neue Kleider - 4:01
5. Maria - 3:18
6. Wir Sind Papst - 3:14
7. Augen Zu - 4:51
8. Geradeaus - 4:19
9. Erinnerung - 4:20
10. Trinklied - 3:32
11. Rattenfänger - 3:24
12. Todesengel - 3:54
13. Vermessung Des Glücks - 4:10
14. Abschiedsmelodie - 3:46
15. Gossenpoet (Bonus) - 3:36
16. Mauern Aus Angst (Bonus) - 3:40
17. Gaudete (Bonus) - 3:22

Cd 2 "15 Jahre 15 Bands", con 15 cover delle canzoni più famose del gruppo realizzate da vari artisti
1. IX - Subway to Sally - 4:24
2. Spiel Mit Dem Feuer - Betontod - 3:48
3. Lebensweg - Unheilig - 4:34
4. Falsche Freunde - Schandmaul - 4:39
5. Prometheus - Mr. Hurley & Die Pulveraffen - 4:31
6. Nichts Bleibt Mehr - Doro - 3:33
7. My Bonnie Mary - Fiddler's Green - 3:23
8. Satans Fall - Lord Of The Lost - 3:58
9. Galgenballade - Feuerschwanz - 4:10
10. Sandmann - Versengold - 4:11
11. Uns Gehört Die Welt - Berlinskibeat - 3:46
12. Sündenfall - Unzucht - 3:22
13. Krieg Kennt Keine Sieger - Vanden Plas - 3:47
14. Habgier Und Tod - Ost+Front - 3:39
15. Manus Manum Lavat - Faey - 3:45

Edizione speciale Zirkus Zeitgeist - Ohne Strom und Stecker
1. Wo Sind Die Clowns? (Akustik Version) - 2:52
2. Willkommen In Der Weihnachtszeit (Akustik Version) - 2:45
3. Nachts Weinen Die Soldaten (Akustik Version) - 4:35
4. Des Bänkers Neue Kleider (Akustik Version) - 3:40
5. Maria (Akustik Version) - 3:31
6. Wir Sind Papst (Akustik Version) - 3:14
7. Geradeaus (Akustik Version) - 3:19
8. Erinnerung (Akustik Version) - 3:26
9. Trinklied (Akustik Version) - 2:38
10. Rattenfänger (Akustik Version) - 3:05
11. Todesengel (Akustik Version) - 3:58
12. Vermessung Des Glücks (Akustik Version) - 3:12
13. Gossenpoet (Akustik Version) - 3:23
14. Willkommen In Der Weihnachtszeit - 2:44
15. Morgen Kinder Wird's Nicht Geben (Bonus) - 3:29
16. Alle Jahre Wieder (Bonus) - 3:04
17. Als Die Waffen Schwiegen (Bonus) - 3:03
18. Maria - 3:17
19. Last Christmas (Bonus) - 2:55
20. Gaudete - 3:20

## Formazione
- Alea der Bescheidene - voce, cornamusa, ciaramella, arpa, Didgeridoo, bouzouki irlandese, chitarra
- Lasterbalk der Lästerliche - batteria, tamburi turchi, tamburi, timpani, percussioni, programmazione
- Till Promill - chitarra
- Jean Méchant der Tambour - batteria, percussioni
- Falk Irmenfried von Hasen-Mümmelstein - voce, cornamusa, ciaramella, ghironda
- Luzi Das-L - cornamusa, ciaramella, tromba marina, bouzouki
- El Silbador - cornamusa, ciaramella, uilleann pipes, low whistle, biniou
- Bruder Frank - basso elettrico, Chapman Stick